# Mondagor
Mondagor ist der Name eines Fantasy-Pen-&-Paper-Rollenspiels und seiner Spielwelt. Die Anfänge von Mondagor gehen auf den 16. Dezember 1996 als Freies Rollenspiel zurück. Previews des Regelwerks wurden 2006 und 2021 als Download veröffentlicht. Das System plant den kommerziellen Vertrieb.

## Besonderheiten
In Mondagor gibt es keine Stufen: Jede Probe entscheidet, ob der Charakter augenblicklich mehr Erfahrung gewinnt. Die Steigerung ist daher fließend. Das Steigerungs-System von Attributen und allen Fertigkeiten basiert auf dem Learning-by-Doing-Prinzip. 
Es gibt 16 Völker aus 10 Rassen, wobei es drei menschliche, vier elfische, zwei zwergische sowie vier Chimären- und drei Ur-Rassen gibt. Alle Rassen sind – Attribute und Begabungen in Kampf und Magie verglichen – gleich 'mächtig': Alle haben Vor- oder Nachteile. Es gibt keine Begrenzungen: Jede Rasse kann alles erlernen und anwenden.
Mondagor verfügt über drei unterschiedliche Magie-Typen, die verschieden anzuwenden sind. Die Magien haben direkten Einfluss auf die Charaktere, die sie beherrschen. Dadurch entwickelt sich eine Beziehung zwischen Wirker und Magie. Das Kampfsystem zielt darauf, die Erfahrung eines Kriegers zu zeigen. Dadurch werden in Mondagor echte Schwertmeister geboren.

## Illustrationen
Die Illustrationen wurden vom 15-jährigen Alexander gezeichnet; Vorzeichnungen mit Bleistift, finale Versionen mit Tusche.